# Ligulariopsis shichuana
 Ligulariopsis shichuana  Y.L.Chen, 1996 è una specie di pianta angiosperma dicotiledone della famiglia delle Asteraceae (sottofamiglia Asteroideae).  Ligulariopsis shichuana è anche l'unica specie del genere  Ligulariopsis   Y.L.Chen, 1996.

## Etimologia
Il nome del genere (Ligulariopsis) deriva da due parole: "Ligularia" un genere botanico che deriva dal latino "ligula" (= piccola lingua) e fa riferimento alle corolle dei fiori formate da lunghi nastri lanceolati simili a lingue. e da "opsis" (= somigliare, simile) il cui significato é: simile a ligularia.
Il nome scientifico della specie è stato definito dal botanico Yi Ling Chen (1930-2022) nella pubblicazione " Acta Phytotaxonomica Sinica. [Chih su fen lei hsüeh pao.]. Beijing" ( Acta Phytotax. Sin. 34(6): 632 ) del 1996. Il nome scientifico del genere è stato definito nella stessa pubblicazione.

## Descrizione
Habitus. Ligulariopsis shichuana ha un habitus di tipo erbaceo perenne. Le superfici delle piante possono essere sia glabre che pubescenti per peli semplici. Altezza media: 60 – 100 cm.
Radici. Le radici sono secondarie da rizoma; i rizomi sono corti e robusti e le radici sono fibrose.
Fusto. La parte aerea in genere è eretta, semplice o ramosa. La porzione basale del fusto è verde o tendente al porpora, striato, aracnoide e poco pubescente. La base spesso è inguainata con i relitti di piccioli avvizziti.
Foglie. Le foglie sono sia basali che cauline (medie e superiori) disposte in modo alternato. 
- Foglie basali: sono persistenti all'antesi; sono picciolate con espansione basale (picciolo alato lungo 9 – 20 cm); il contorno della lamina è intero con forme da oblungo-cordate a largamente ovato-cordate (dimensioni: 5,5 - 13 x 6,5 - 14,5 cm); la consistenza è cartacea; la pagina inferiore è colorata di verde pallido e scarsamente aracnoide; le venature sono pennate.
- Foglie cauline medie: sono simili a quelle basali ma più ridotte e con un breve picciolo largamente alato; alla base può essere presente un grande padiglione auricolare.
- Foglie superiori: sono sessili o amplessicauli con forme più lanceolate; la base è sempre espansa e l'apice è acuminato.

Infiorescenza. Le sinflorescenze sono composte da diversi capolini raccolti in lunghe spighe tirsoidi-panicolate (spighe lunghe 20 – 25 cm). Le infiorescenze vere e proprie sono formate da un capolino terminale peduncolato di tipo discoide; il rachide e il peduncolo sono densamente aracnoidei e peloso-ghiandolari (lunghezza del peduncolo 2 – 3 mm). Alla base dell'involucro (la struttura principale del capolino) può essere presente un calice formato da 2 - 3 brattee fogliacee lineari o subulate. I capolini sono formati da un involucro, con forme da cilindriche a strettamente campanulate, composto da 4 brattee, al cui interno un ricettacolo fa da base ai fiori. Le brattee sono disposte in modo più o meno embricato di solito su una sola serie e possono essere connate alla base. Il ricettacolo, a volte alveolato, è nudo (senza pagliette a protezione della base dei fiori); la forma è convessa, piatta o conica. Dimensione dell'involucro: 6 - 7 x 1,5 – 2 mm.
Fiori.  I fiori (pochi: 4 per capolino) sono tetra-ciclici (formati cioè da 4 verticilli: calice – corolla – androceo – gineceo) e pentameri (calice e corolla formati da 5 elementi). Sono inoltre ermafroditi, tubulosi e actinomorfi.
- Formula fiorale:

*/x K {\displaystyle \infty }, [C (5), A (5)], G 2 (infero), achenio
- Calice: i sepali del calice sono ridotti ad una coroncina di squame.
- Corolla: nella parte inferiore i petali della corolla sono saldati insieme e formano un tubo. In particolare le corolle dei fiori del disco centrale (tubulosi) terminano con delle fauci dilatate a raggiera con cinque brevi lobi più o meno patenti (lobi lunghi 6 mm). Il colore delle corolle è giallo.
- Androceo: gli stami sono 5 con dei filamenti liberi. La parte basale del collare dei filamenti può essere dilatata. Le antere invece sono saldate fra di loro e formano un manicotto che circonda lo stilo. Le antere sono senza coda ("ecaudate") e ottuse. La struttura delle antere è di tipo tetrasporangiato, raramente sono bisporangiate. Il tessuto endoteciale è radiale o polarizzato. Il polline è tricolporato (tipo "helianthoid").[13]
- Gineceo: lo stilo è biforcato con due stigmi nella parte apicale. La forma degli stigmi è ottusa; possono essere ricoperti da minute papille o penicillati. Le superfici stigmatiche sono separate o parzialmente confluenti.  L'ovario è infero uniloculare formato da 2 carpelli.

Frutti. I frutti sono degli acheni con pappo. La forma degli acheni varia da cilindrica a oblunga; la superficie è percorsa da diverse coste longitudinali e può essere glabra. Non sempre il carpoforo è distinguibile. Il pappo è formato da numerose setole snelle, bruno-porpora. Acheni lunghi 3 – 4 mm.

## Biologia
Impollinazione: l'impollinazione avviene tramite insetti (impollinazione entomogama tramite farfalle diurne e notturne).

Riproduzione: la fecondazione avviene fondamentalmente tramite l'impollinazione dei fiori (vedi sopra).

Dispersione: i semi (gli acheni) cadendo a terra sono successivamente dispersi soprattutto da insetti tipo formiche (disseminazione mirmecoria). In questo tipo di piante avviene anche un altro tipo di dispersione: zoocoria. Infatti gli uncini delle brattee dell'involucro (se presenti) si agganciano ai peli degli animali di passaggio disperdendo così anche su lunghe distanze i semi della pianta. Inoltre per merito del pappo il vento può trasportare i semi anche a distanza di alcuni chilometri (disseminazione anemocora).

## Distribuzione e habitat
La specie di questa voce è distribuita in Cina. L'habitat preferito sono le foreste su pendii e prati fino a quote di 1.500 - 2.100 metri. La fioritura è in agosto-settembre.

## Tassonomia
La famiglia di appartenenza di questa voce (Asteraceae o Compositae, nomen conservandum) probabilmente originaria del Sud America, è la più numerosa del mondo vegetale, comprende oltre 23.000 specie distribuite su 1.535 generi, oppure 22.750 specie e 1.530 generi secondo altre fonti (una delle checklist più aggiornata elenca fino a 1.679 generi). La famiglia attualmente (2021) è divisa in 16 sottofamiglie; la sottofamiglia Asteroideae è una di queste e rappresenta l'evoluzione più recente di tutta la famiglia.

### Filogenesi
Il genere di questa voce appartiene alla sottotribù Tussilagininae della tribù Senecioneae (una delle 21 tribù della sottofamiglia Asteroideae). La sottotribù descritta in tempi moderni da Bremer (1994), dopo le analisi di tipo filogenetico sul DNA del plastidio (Pelser et al., 2007) è risultata parafiletica con le sottotribù Othonninae e Brachyglottidinae annidiate al suo interno. Attualmente con questa nuova circoscrizione la sottotribù Tussilagininae s.s. risulta suddivisa in quattro subcladi.
Il genere di questa voce appartiene al subclade chiamato "L-C-P" (complesso Ligularia-Cremanthodium Parasenecio Liu et al., 2006) formato inizialmente dai seguenti generi: Cremanthodium, Farfugium, Ligularia, Ligulariopsis, Miricacalia, Parasenecio, Sinacalia , Syneilesis. Questo gruppo, in gran parte asiatico, del quale alcuni genere non sono monofiletici (Parasenecio, Cremanthodium e Ligularia), è risultato, da un punto di vista filogenetico, molto complesso e articolato (le prime analisi ne hanno evidenziato una estesa politomia). Uno dei pochi assemblaggi, nidificati all'interno del complesso L-C-P, che riceve un elevato supporto dalle analisi filogenetiche del DNA del ITS (Internal Transcribed Spacer) e del DNA del plastidio, è la sottotribù informale Tephroseridinae Jeffrey & Chen, 1984 composta dai generi Nemosenecio, Sinosenecio e Tephroseris.
Questo genere è strettamente imparentato con le specie del genere Ligularia; tuttavia differisce per i suoi piccioli alati, espansi e sub-amplessicauli; per i capolini di tipo discoide e per le sinflorescenze disposte in racemi terminali; inoltre i fiori sono tipicamente 4 per capolino e tutti tubolari. Il genere è imparentato anche con il genere Parasenecio ma si differenzia per le antere ottuse, e prive di coda alla base; inoltre si distingue per la base del fusto avvolto con piccioli relitti delle foglie decidue e per le foglie basali persistenti all'antesi.
I caratteri distintivi per la specie  Ligulariopsis shichuana sono:
- la venatura delle foglie è pennata;
- i piccioli delle foglie sono alati e amplessicauli;
- le sinflorescenze sono allungate e simili a spighe;
- si tratta di un endemismo della Cina.

Il numero cromosomico della specie è: 2n = 58.

### Sinonimi
Sono elencati alcuni sinonimi per questa entità:
- Cacalia longispica Z.Ying Zhang & Y.H.Guo, 1985